# Oklahoma City Yard Dawgz
Die Oklahoma City Yard Dawgz waren ein Arena-Football-Team aus Oklahoma City, Oklahoma, das in der af2 und der Arena Football League (AFL) spielte. Ihre Heimspiele trugen die Yard Dawgz hauptsächlich im Ford Center aus.

## Geschichte
Die Yard Dawgz wurden 2004 gegründet und starteten im gleichen Jahr in der af2.
Obwohl Oklahoma City teilweise sehr gute Hauptrunden spielten und insgesamt fünf Mal die Playoffs erreichten, scheiterten sie jedes Mal in der ersten Runde.
Nach dem Ende der af2 im Jahr 2009, versuchten sich die Yard Dawgz noch für eine Saison in der Arena Football League (AFL). Nach der Saison 2010 wurde das Franchise aufgelöst, da Eigentümer Phil Miller keine Sponsoren akquirieren konnte.

## Saisonstatistiken
| Jahr | Team                | Liga | S  | N  | Playoffs erreicht | Playoffrunde                                 |
| ---- | ------------------- | ---- | -- | -- | ----------------- | -------------------------------------------- |
| 2004 | Oklahoma Yard Dawgz | af2  | 7  | 9  | ja                | N Wild Card Round gg. Peoria Pirates 36:45   |
| 2005 | Oklahoma Yard Dawgz | af2  | 10 | 6  | ja                | N Wild Card Round gg. Amarillo Dusters 56:59 |
| 2006 | Oklahoma Yard Dawgz | af2  | 8  | 8  | ja                | N Viertelfinale gg. Arkansas Twisters 43:47  |
| 2007 | Oklahoma Yard Dawgz | af2  | 7  | 9  | ja                | N Achtelfinale gg. Tulsa Talons 27:65        |
| 2008 | Oklahoma Yard Dawgz | af2  | 6  | 10 | nein              |                                              |
| 2009 | Oklahoma Yard Dawgz | af2  | 7  | 9  | ja                | N Achtelfinale gg. Tulsa Talons 75:90        |
| 2010 | Oklahoma Yard Dawgz | AFL  | 6  | 10 | nein              |                                              |

## Zuschauerentwicklung
| Jahr | Team                | Liga | Zuschauerdurchschnitt |
| ---- | ------------------- | ---- | --------------------- |
| 2004 | Oklahoma Yard Dawgz | af2  | 9.472                 |
| 2005 | Oklahoma Yard Dawgz | af2  | 7.648                 |
| 2006 | Oklahoma Yard Dawgz | af2  | 7.695                 |
| 2007 | Oklahoma Yard Dawgz | af2  | 7.611                 |
| 2008 | Oklahoma Yard Dawgz | af2  | 7.008                 |
| 2009 | Oklahoma Yard Dawgz | af2  | 5.951                 |
| 2010 | Oklahoma Yard Dawgz | AFL  | 5.440                 |